# Manuel Gómez Valdivia
Manuel Gómez Valdivia (Elx, 17 de març de 1872 - 29 d'abril de 1928) fou un advocat i polític il·licità, alcalde d'Elx, governador civil i president de la Diputació d'Alacant durant la restauració borbònica.
Es llicencià en dret a la Universitat de Madrid i va exercit amb bufet propi a Alacant. Alhora fou un destacat propietari, va organitzar la Comunitat de Pagesos en 1899 i fou membre de la Cambra Agrària Provincial. També va escriure articles a les revistes locals El Bou (1885), El Pueblo de Elche (1899) i La Industria y el Pueblo (1905). Interessat en la política de ben jove, en 1897 fou escollit regidor d'Elx amb el Partit Conservador, del que n'era vicepresident a Elx. El 1903 era president del partit a Elx i va mantenir disputes polítiques i dialèctiques amb el cap dels liberals locals Vicente Sansano Fonoll i amb el socialista José Vives Vives. Després es va passar al sector del Partit Liberal Fusionista dirigit pel comte de Romanones, amb el que va ser diputat provincial entre 1898 i 1921. En la Diputació d'Alacant va ser vicepresident el 1911 i president el 1916-1918 i el 1919-1920. El 1922 fou nomenat governador civil de la província de Castelló, càrrec del que fou destituït en setembre de 1923 amb la proclamació de la Dictadura de Primo de Rivera. Aleshores es retirà de la política.